# قرن امنوب (لودر)

تعديل مصدري - تعديل

قرن امنوب هي إحدى قرى عزلة زارة بمديرية لودر التابعة لمحافظة أبين، بلغ تعداد سكانها 124 نسمة حسب تعداد اليمن لعام 2004.